# Гопфгартен (Тюрингія)
Гопфгартен (нім. Hopfgarten) — громада в Німеччині, розташована в землі Тюрингія. Входить до складу району Ваймарер-Ланд. Складова частина об'єднання громад Грамметаль.
Площа — 9,09 км2. Населення становить Невірний параметр metadata 16 071 034 ос. (станом на 31 грудня 2021).

## Галерея

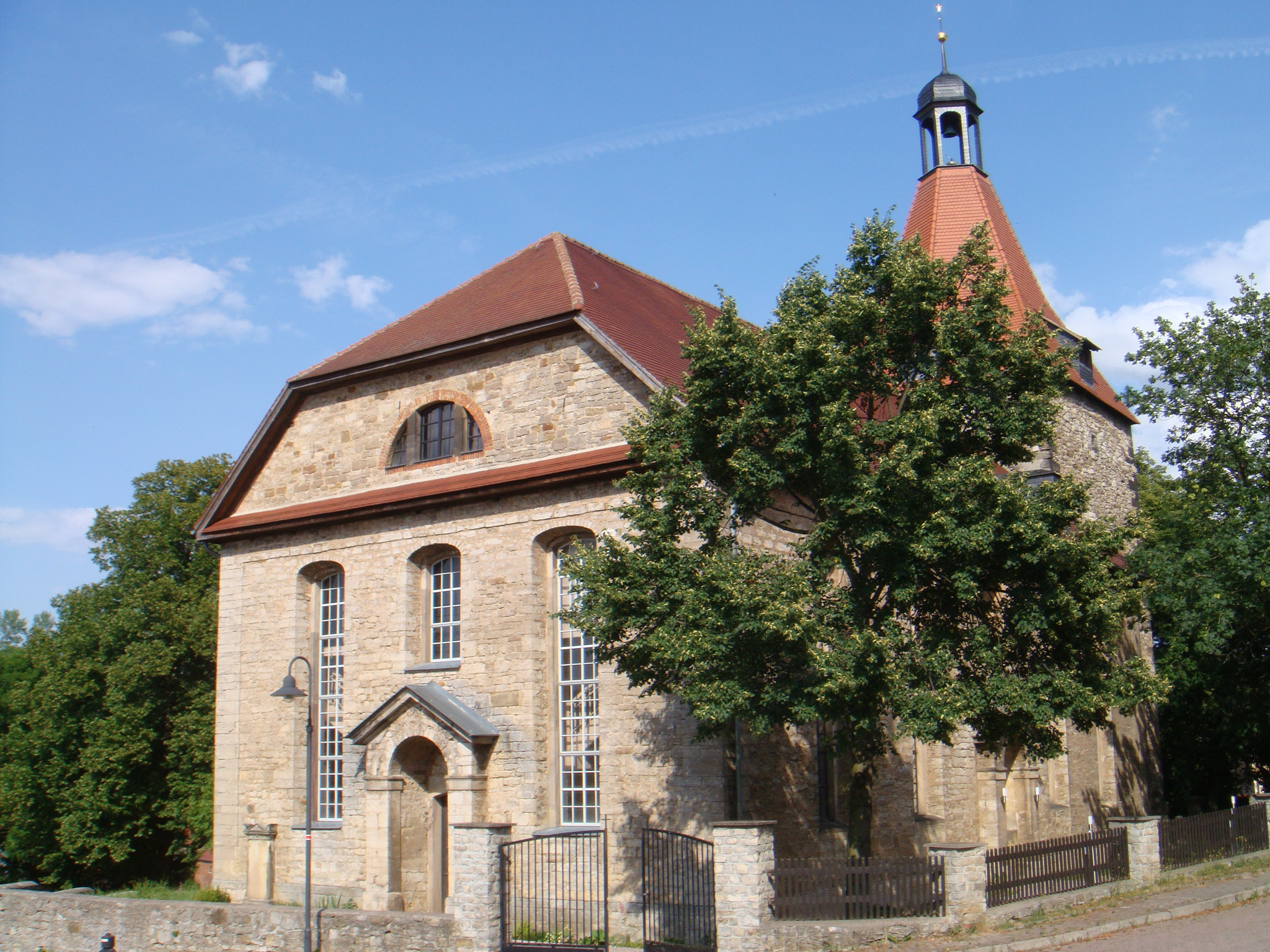